# Argile (revista)
Argile es una revista de poesía y arte fundada en 1973 por el poeta francés Claude Esteban y publicada hasta 1981 por la Galería Maeght de París.